# Xã Portage, Quận Brown, Nam Dakota
Xã Portage (tiếng Anh: Portage Township) là một xã thuộc quận Brown, tiểu bang Nam Dakota, Hoa Kỳ. Năm 2010, dân số của xã này là 58 người.